# Aleko Konstantinov
Aleko Konstantinov (bugarski: Алеко Константинов) (Svištov, 13. siječnja 1863. – kraj Radilova, 23. svibnja 1897.) bio je bugarski književnik, najpoznatiji kao autor satiričkih feljtona o antiheroju Baju Ganjou, jednim od najpopularnijih likova u bugarskoj književnosti.
Aleko Konstantinov, koji je prije bavljenja književnošću, neko vrijeme radio kao odvjetnik u Sofiji krajem 1880.-ih i početkom 1890.-ih putovao je po Europi i SADu, pri čemu je 1893. godine posjetio svjetsku izložbu u Chicagu, a što je poslužilo kao temelj za seriju putopisa. 
Karijeru i život okončalo mu je nikad razjašnjeno ubojstvo, za koje se obično smatra da je posljedica zabune, odnosno da je počinitelj namjeravao likvidirati njegovoga prijatelja, lokalnoga političara, koji mu je bio posudio svoju kočiju.